# Kolymas vattenkraftverk
Kolymas vattenkraftverk är ett vattenkraftverk i Kolymafloden, nära orten Sinegorje i Magadan oblast, östra Sibirien. Kraftverket började byggas 1974, den första generatorn togs i drift 1982 och den sista togs i drift 1994. Kraftverket har 4 stycken Deriazturbiner på 180 MW vardera och en Francisturbin på 180 MW vilket ger en total effekt på 900 MW. Dammen är en 130 meter hög stenfyllnadsdamm med en krönlängd på 755 meter. Bygget präglades av det svåra klimatförhållandena och permafrost. Årsmedeltemperaturen är -12° C och under januari månad kan temperaturen sjunka till under -60° C.